# آوتونوموفکا
آوتونوموفکا (به لاتین: Avtonomovka) یک منطقهٔ مسکونی در روسیه است که در استان آمور واقع شده‌است.